# Igensdorf
Igensdorf település Németországban, azon belül Bajorországban. Lakosainak száma 5153 fő (2023. december 31.).

## Népesség
A település népessége az elmúlt években az alábbi módon változott:
| Lakosok száma | 2195 | 2312 | 4890 | 4914 | 5004 | 5025 | 5097 | 5107 | 5161 | 5153 |
|               | 1970 | 1975 | 2011 | 2012 | 2014 | 2015 | 2017 | 2019 | 2022 | 2023 |